# Cashel Blue

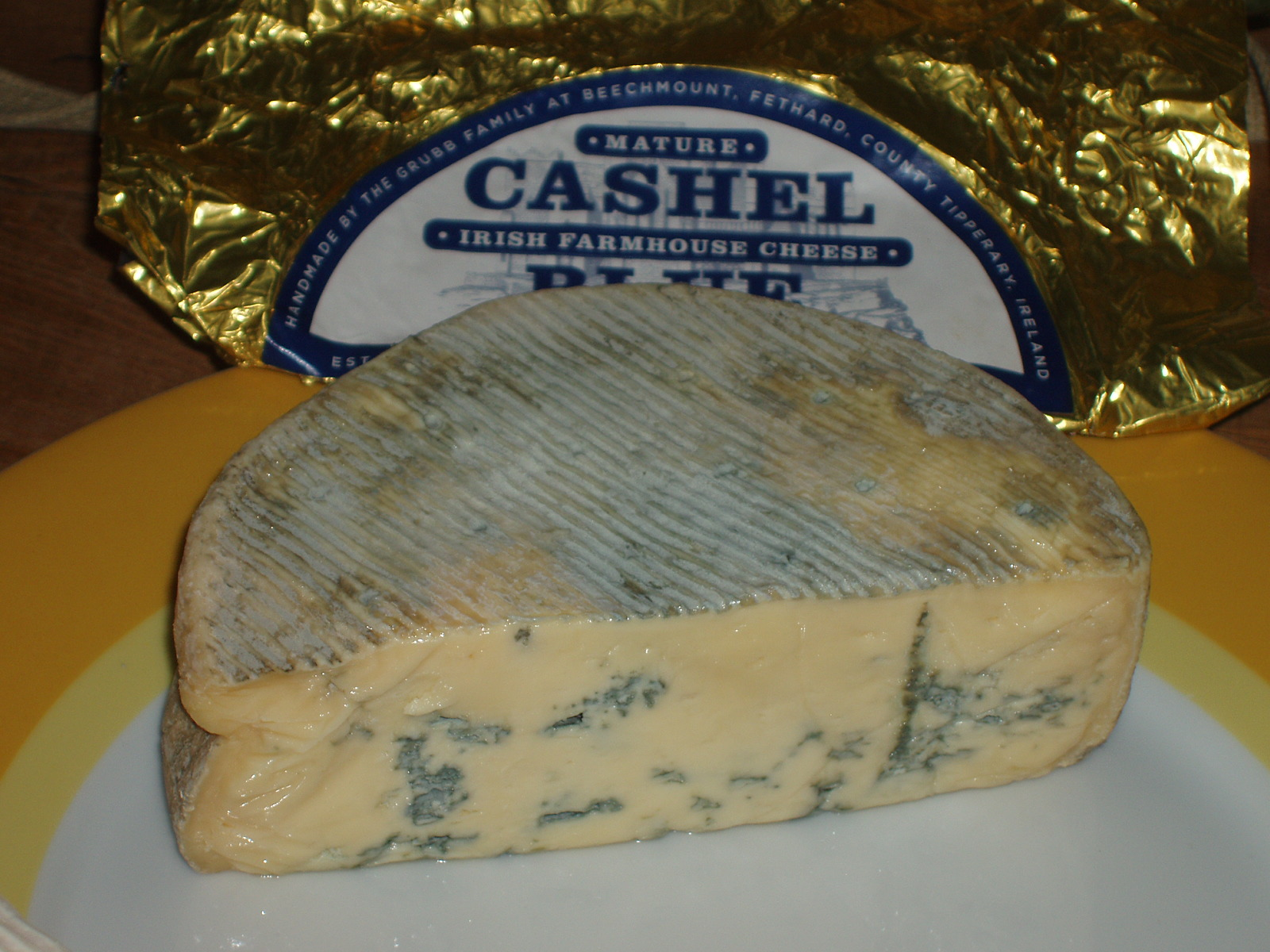
Cashel Blue

Der Cashel Blue ist ein aus Irland stammender zylindrischer Käse aus Kuhmilch. Er hat eine feuchte krustige Rinde mit grauem Schimmel. Jung ist er fest, mit Aromen nach Estragon und weißem Wein. Mit zunehmendem Alter prägt sich der Charakter aus zu einem gereifteren, würzigeren Aroma. Er ist pasteurisiert und unpasteurisiert erhältlich. Der Cashel Blue reift in acht bis vierzehn Wochen und enthält zirka 45 % Fett in der Trockenmasse.
Er ist nach der irischen Stadt Cashel in der Grafschaft Tipperary benannt.